# (15728) Karlmay
(15728) Karlmay ist ein Asteroid des Hauptgürtels, der am 11. Oktober 1990 von Freimut Börngen und Lutz D. Schmadel am Observatorium der Thüringer Landessternwarte Tautenburg entdeckt wurde.
Der Asteroid wurde nach dem deutschen Schriftsteller Karl May (1842–1912) benannt.